# Diospyros torquata
Diospyros torquata là một loài thực vật có hoa trong họ Thị. Loài này được H.Perrier mô tả khoa học đầu tiên năm 1952.